# 奧瑪·甘明斯
奧瑪·甘明斯（Omar Cummings）一般称作甘明斯，1982年7月13日生于Old Harbour，牙買加职业足球运动员，现效力于美國職業足球大聯盟球会科羅拉多急流，他第一次及當前唯一一次代表牙買加在2008年6月26日對薩爾瓦多。